# Mohamed Ofei Sylla
Mohamed Ofei Sylla (Conakry, 15 de agosto de 1974-Ibidem., 4 de febrero de 2019) fue un futbolista guineano, que jugaba de centrocampista. 

## Biografía
Sylla jugó en la Super Lig turca con el Gaziantepspor y el Denizlispor.
Jugó con el equipo nacional de fútbol de Guinea, en las finales de la Copa Africana de Naciones 1994 y la Copa Africana de Naciones 1998.
Sylla murió el 4 de febrero de 2019, a la edad de 44 años, tras una breve enfermedad.